# Historia de Bahía

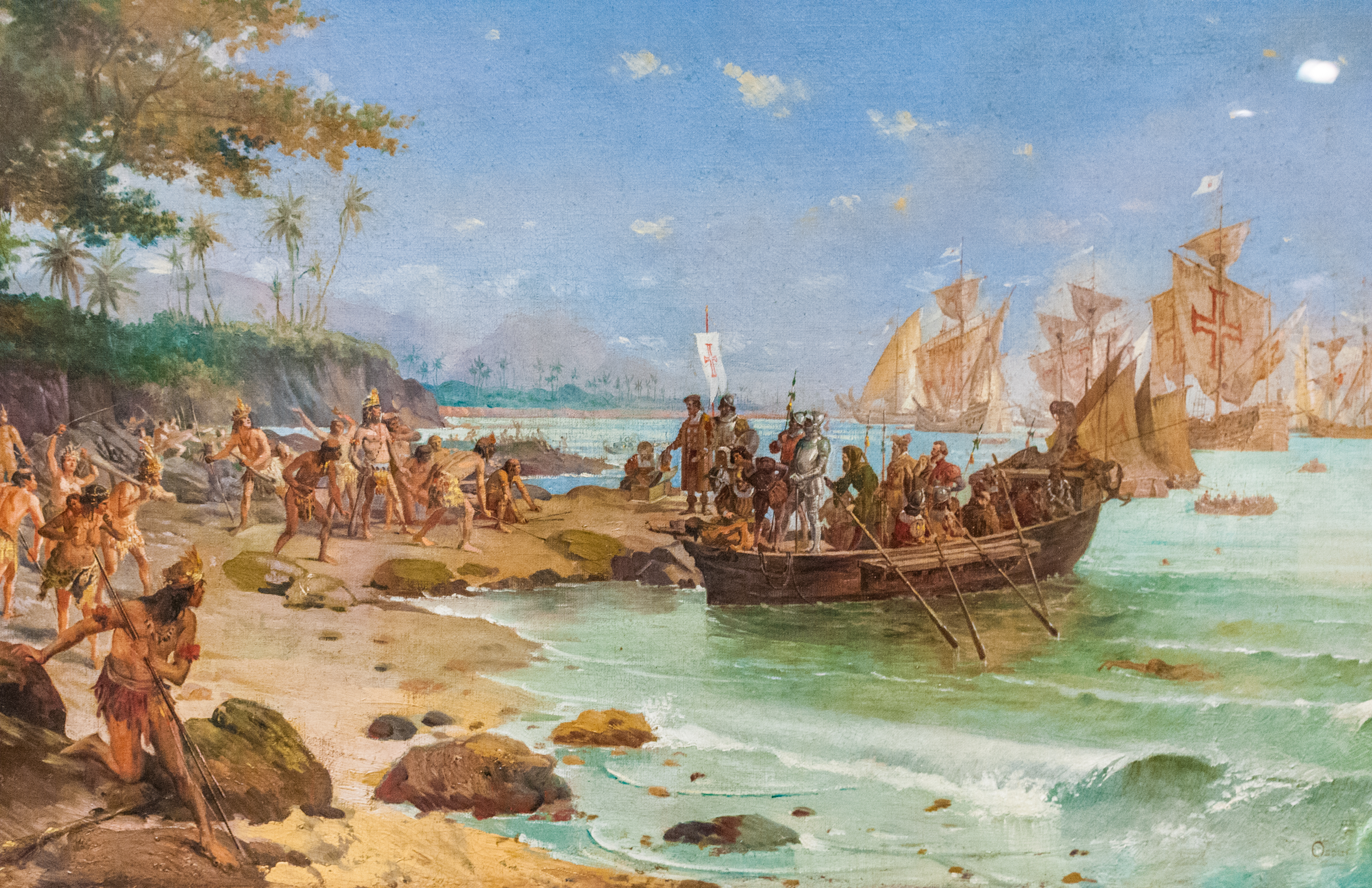
Desembarque de Cabral en Puerto Seguro (estudio), óleo sobre pantalla, Oscar Pereira de Silva, 1904. Acervo del Museo Histórico Nacional de Río de Janeiro.

La historia de Bahía es un dominio de estudios de historia que, canónicamente, se extiende desde la llegada de los portugueses, en Puerto Seguro, en 1500, hasta los días actuales.
Oficialmente lo Brasil fue descubierto por los europeos en 22 de abril de 1500 por el navegador portugués Pedro Álvares Cabral, que, en el mando de una esquadra con destino a la India, llegó al litoral sur de Bahía, en la región de la actual ciudad de Puerto Seguro, más precisamente en el distrito de Corona Roja, donde fue realizada la primera misa en Brasil. A partir de 1530, la Corona Portuguesa implementó una política colonizadora, inicialmente con las capitanías hereditarias, después con el Gobierno-General, instalado en 1549 en Salvador.

## Descubrimiento y colonización
Local de llegada de los primeros portugueses a Brasil el año de 1500, la región del que vendría a ser el estado de Bahía comenzó a ser poblada en la primera mitad del siglo XVI. A través de la explotación del territorio, se descubrió la existencia del palo-brasil, esa materia-prima pasó a ser ampliamente explotada, atrayendo desde comerciantes portugueses a contrabandistas europeos, en especial, los franceses. Otras explotaciones ocurrieron, a partir de ahí, llegando lentamente portugueses con intereses en las nuevas tierras.
Gradualmente, el territorio baiano actual fue colonizado, poblado y conquistado por expediciones denominadas de Entradas, las cuales partían de Salvador, Ilhéus y Porto Seguro en dirección al interior del estado. Las entradas eran hechas de la misma forma que las de los bandeirantes de São Paulo, pero no tuvieron tanto reconocimiento y valorización como los bandeirantes.
Partiendo del litoral en dirección al norte/nordeste brasileño, subiendo los ríos San Francisco, de las Cuentas, Paraguaçu, Grande y Verde, desbravaram el interior de Bahía y los territorios del Piauí, Minas Generales y Maranhão. Llegaron al sur/sudeste brasileño también, descendiendo los ríos Pardo, Jequitinhonha, Mucuri y Dulce.
Durante los siglos XVI y XVII, a pesar de esas explotaciones del territorio hayan ocurrido sólo con el objetivo de poblar y reconocer las tierras descubiertas, fueron de gran importancia para el reconocimiento inicial de la geografía, de la hidrografía, de la fauna, de la flora y de los minerais de Bahía, además de haber ayudado bastante en la demarcación del territorio baiano, estableciendo los límites con sus estados vecinos.

## Capitanías hereditarias

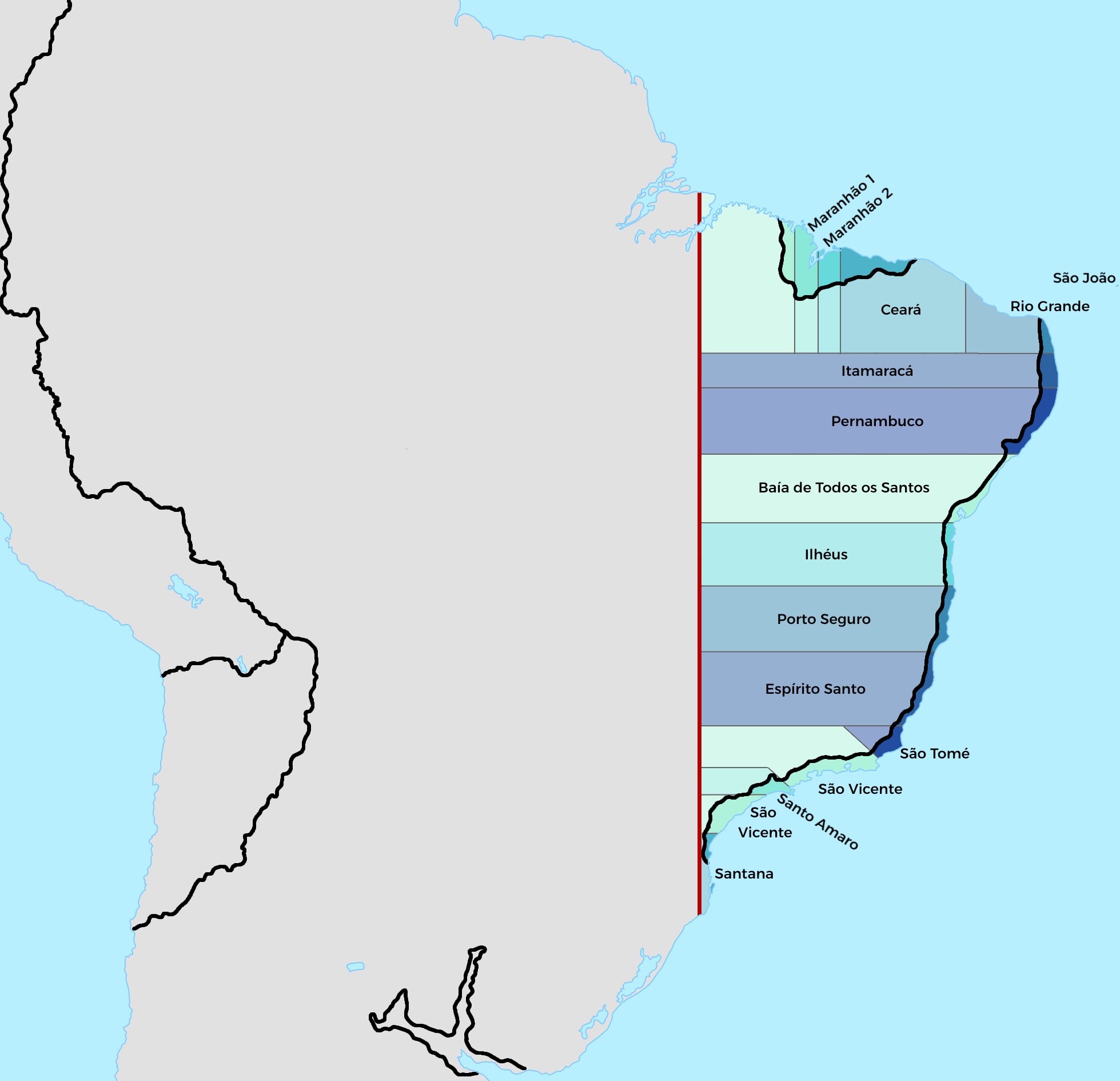
Brasil hendido en las Capitanías Hereditarias.

En el territorio correspondiente al actual de Bahía, fueron formadas cinco capitanías hereditarias entre 1534 y 1566, conservadas hasta la segunda mitad del siglo XVIII. Las cuales fueron a de Bahía, donada a Francisco Pereira Coutinho en 5 de abril de 1534; de Puerto Seguro donada la Pero del Campo Tourinho en 27 de mayo de 1534; de Ilhéus donada a Jorge de Figueiredo Corrêa en 26 de julio de 1534; de las Islas de Itaparica y Tamarandiva donada a D. Antonio de Athayde en 15 de marzo de 1598; del Paraguaçu o del Recôncavo de Bahía donada a Álvaro de la Costa en 29 de marzo de 1566.

### Capitanía de Bahía
Con la muerte del donatario, Francisco Pereira Coutinho, cuya descendência vino a recibir de la Corona Portuguesa quiere el morgadio del interés real de la Redízima de la Bahía (séc. XVI), quiere los títulos de Visconde de la Bahía, de interés y masía (1796), y de Conde de la Bahía (1833), la Capitanía de Bahía fue vendida por la viuda a la Corona Portuguesa, para fines de la instalación de la sede del gobierno-general, con la fundación de la ciudad del Salvador (1549).

### Capitanía de Puerto Seguro
Tras pasar por varios herederos y siendo el último donatario Marquês de Gouveia, la capitanía fue tomada por la Corona y fue unida a la de Bahía, formando una sólo.

### Capitanía de Ilhéus
Después de un periodo próspero, la capitanía entró en larga disputa judicial. Incrustada, junto con la Capitanía de Puerto Seguro, a la Capitanía de Bahía entre 1754 y 1761, la Capitanía de Ilhéus dio origen al moderno estado de Bahía.

### Capitanía de las Islas de Itaparica y Tamarandiva
En 6 de abril de 1763 fue unida a la Capitanía de Bahía.

### Capitanía del Paraguaçu o del Recôncavo de Bahía
Fue comprada por la Corona portuguesa y también unida a la capitanía de Bahía.

## Provincia de Bahía

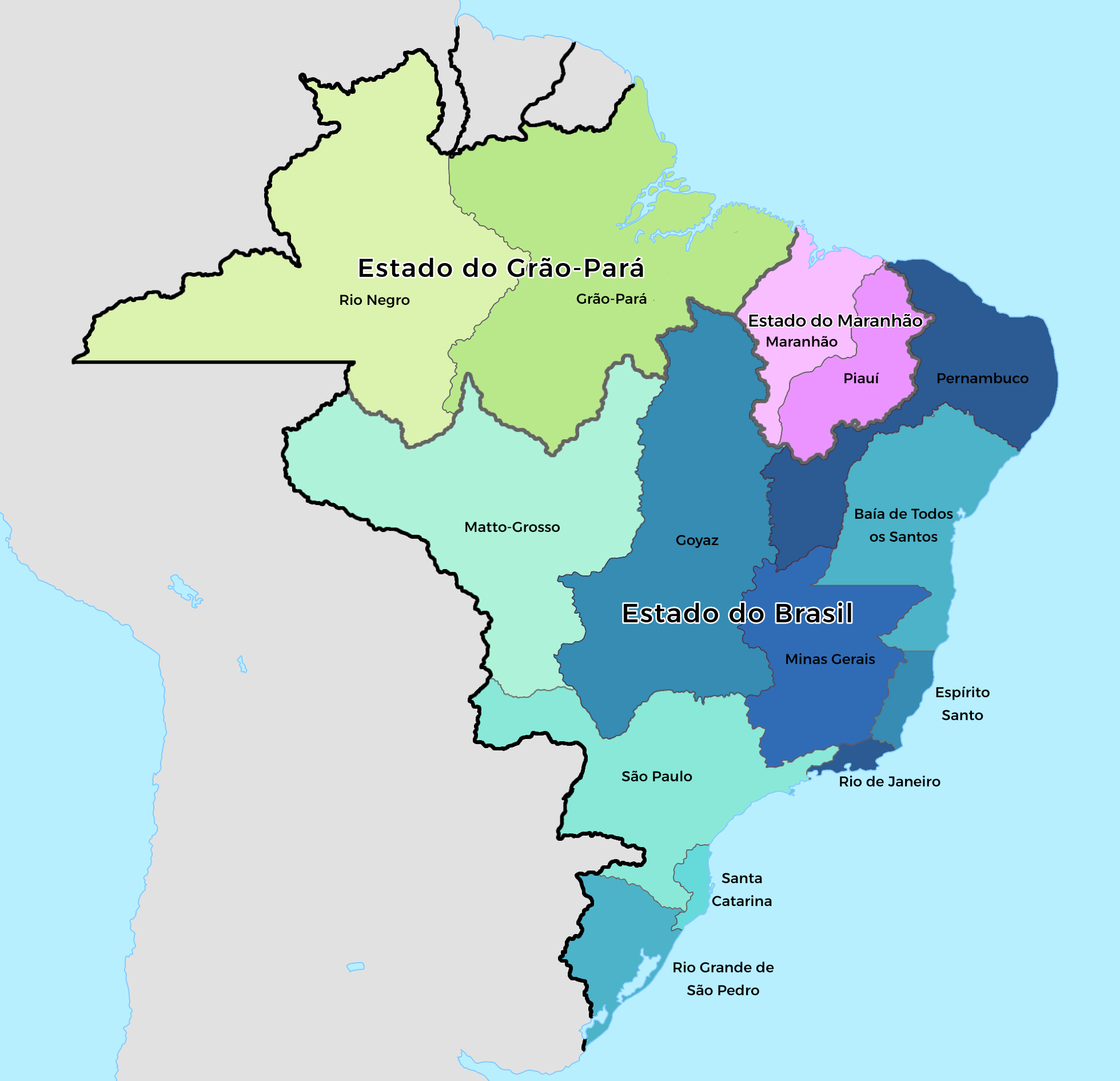
Provincia de Bahía en 1777,después de la segregación de las capitanias de Ilhéus y Porto Seguro.

El territorio original de la provincia de Bahía comprendía el margen derecha del río San Francisco (la izquierda pertenecía la Pernambuco). Estaba, básicamente, dividido entre dos grandes feudos: la Casa del Puente y la Casa de la Torre, de los señores Guedes de Brito y Garcia d'Ávila, respectivamente - fiscales de la ocupación de su territorio y muy importantes en su defensa.

## Invasiones holandesas

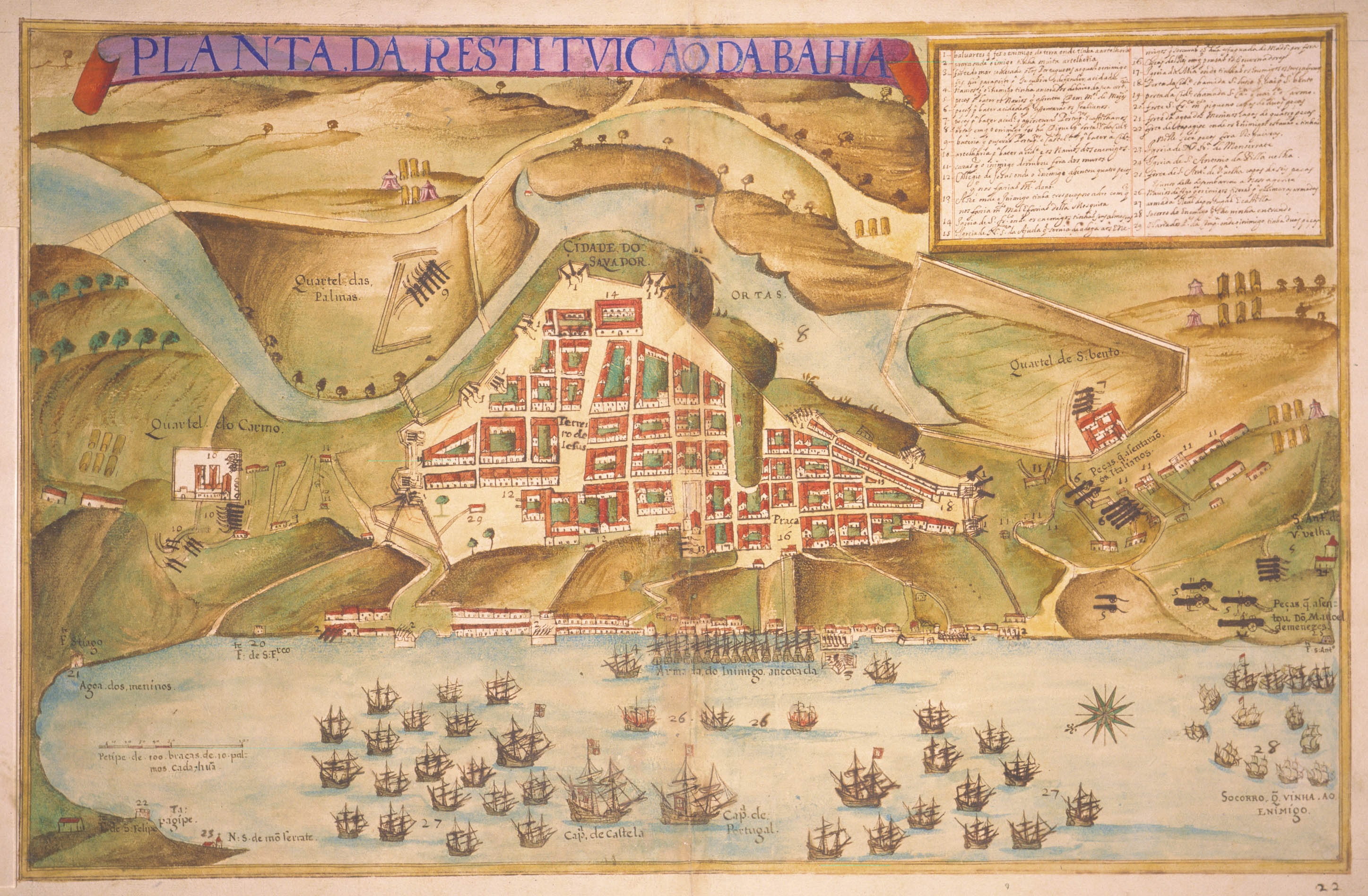
Planta de la Restitución de la Bahía, por João Teixeira Albernaz, 1631. Pintura que retrata la victoria de la Jornada de los Vasallos.

Ingleses y holandeses atacaron Bahía el siglo XVII. Durante el Gobierno de D. Diogo de Mendonça Furtado, Salvador fue invadida por los holandeses que venciendo la resistencia de los ciudadanos que dejaron la ciudad, dominaron Salvador de 1624 a 1625. Pero el 1 de mayo de 1625, tras varios conflictos, los holandeses estando cercados y aislados, con la ayuda de morgados como la Casa de la Torre y de los españoles, la ciudad fue retomada por los portugueses.
Por su posición estratégica, a la entrada de la bahía de Todos Santos, y por allí refugiarse barcos enemigos y contrabandistas, el gobernador Diogo Luís de Oliveira determinó en 1631 la construcción de un fuerte en Muero de São Paulo, ampliado en 1730, transformándose en una de las mayores fortificaciones de la costa, con 678 m de cortina. Los holandeses, antes de atacar Salvador, en 1624, estuvieron en Muero de São Paulo y utilizaron su canal como tocaia para atacar navíos lusitanos, entre los cuales un barco jesuita que venía de Son Vicente, conduciendo 15 religiosos de la Compañía y otros de otras órdenes. Un año más tarde, allí se refugió la numerosa armada de Boudewijn Hendriczzood que, al tener conocimiento de la renudación de Salvador por los españoles y portugueses, rumou para el Norte.
Los holandeses hicieron otras tentativas para retomar Salvador, pero todas sin éxito, principalmente, después de la construcción del Fuerte de Son Marcelo en punto estratégico de la Bahía de Todos Santos no hay registros de invasiones de extranjeros. Con eso, Bahía se hizo una referencia en resistencia en la Colonia, en especial, a los holandeses que dominaron con éxito Recife.
Mientras estuvieron en Recife, los holandeses no dejaron de rondar la costa baiana, atacando Caravelas (1636), Camamu y Ilhéus (1637), pero todas las tentativas carecieron de éxito. Los ataques provocaron la construcción en Camamu, en 1649, del fuerte de Nuestra Señora de las Gracias, con cuatro baluartes, reedificado entre 1694/1702 y, posiblemente, la construcción del fuerte de Son Sebastião en Ilhéus, pues documento de 1724 ya lo señala sobre un monte.

## SiglosXVIIIyXIX

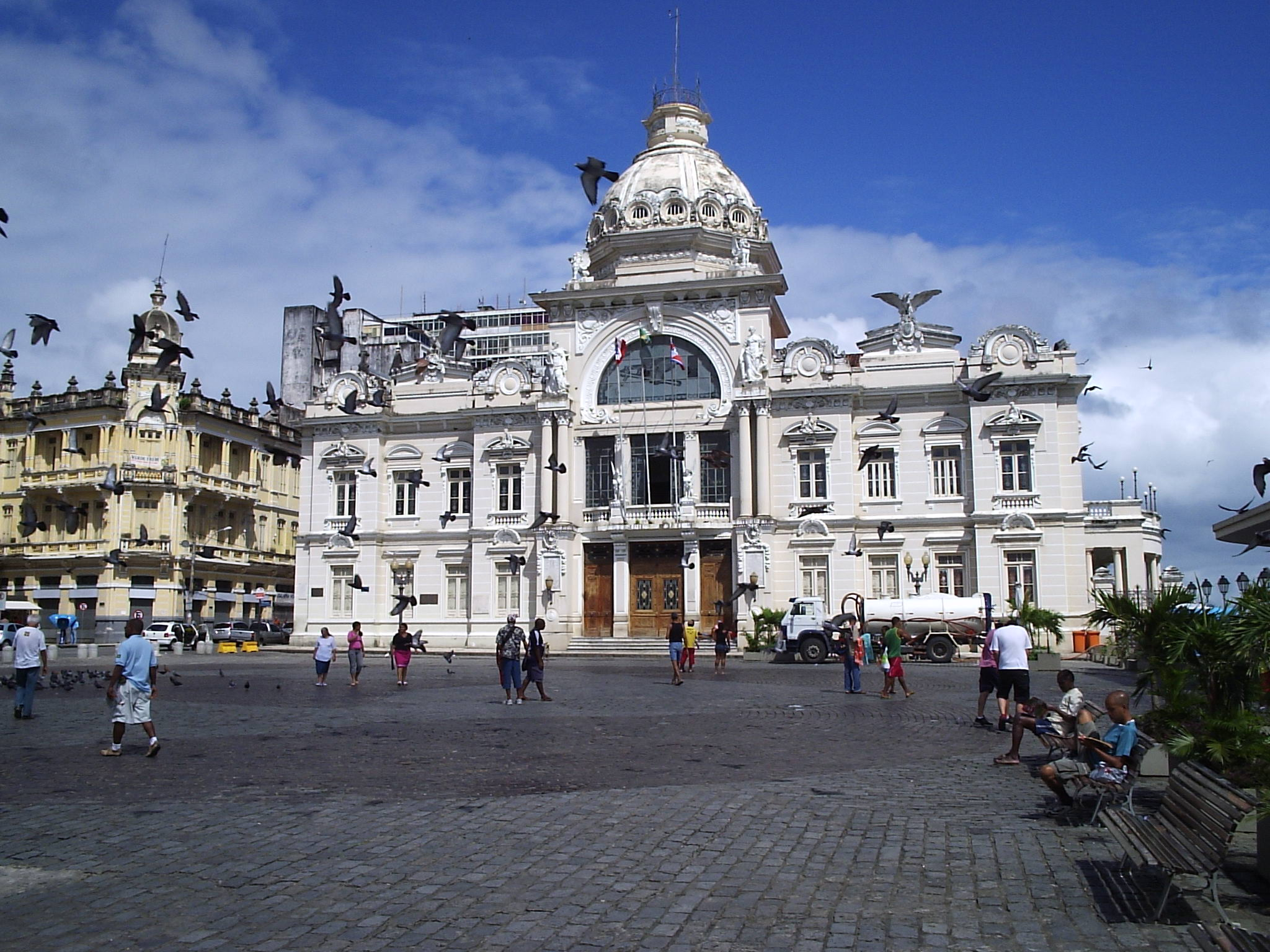
Antiguo Palacio del Gobierno del Estado. ES vísivel la riqueza del periodo.

La economía del litoral fue extrativista. A principio, palo-brasil, valorado en Europa como palo de tinta y disputado por comerciantes portugueses, contrabandistas y piratas. Después, se incluyeron en la pauta de exportación y contrabando maderas para la construcción naval y civil, cortadas entre Ilhéus y Valença. En 1722, los jesuitas del Colegio de Bahía instalaron una serrería hidráulica en Camamu a la cual se sumaban dos más de terceros, a finales del siglo. En el impuesto exigido para la reconstrucción de Lisboa, después del terremoto, la vila pagaría su contribución con madera y harina de mandioca. Desde la coronación de Don José I, en 1750, y el nombramiento del conde de Oeiras, futuro marquês de Pombal como primer-ministro, se había inaugurado una política más actuante con relación a Brasil y, en particular, a Bahía.
Por la Carta Régia datada de 1755, se decidió transformar en vilas las misiones jesuíticas, con la intención de alejar los indios de la influencia de los padres. Son creadas las vilas de Prado (1755), antigua Aldea de Jucururu; Alcobaça (1755), con territorio desglosado de Caravelas; Nueva Santarém (1758), antigua aldea de Son Miguel y Santo André de Serinhaém, actual ciudad de Ituberá; Barcelos (1758), ex-aldea de Nuestra Señora de las Candeias, emancipada de Camamu; Troncoso (1759), ex-aldea de S. João Batista de los Indios; Valle Verde (1759), antigua Aldea del Espíritu Santo; Maraú (1761), ex-Aldea de S. Sebastião de Maraú.
Por solicitud de Don Marcos de Noronha, conde de los Arcos, y a través de Provisión del Consejo Ultramarino de 4 de marzo de 1761, D. José I ordenó al ouvidor de la Comarca de Bahía, Desembargador Luís Freire Hubiste Visto, que tomara posesión de la Capitanía de los Ilhéus para la Corona. Igual providencia fue adoptada con relación a la Capitanía de Puerto Seguro, transformándose las dos en comarcas. Estas medidas estaban relacionadas con la preocupación del Gobierno General en controlar el contrabando en el litoral sur y proteger las poblaciones de la región de Cairu y Camamu, centros de abastecimiento de la capital, contra los frecuentes ataques de los Guerens, que volvieron a atacar, en el periodo entre 1749 y 1755. Fueron elevadas a vila la Aldea de Belmonte (1765); la misión de N. S. de la Escalera, con el nombre de Nueva Olivença (1768), en Ilhéus; el poblado de Campinhos (1720), con la denominación de Vila Viçosa (1768) y la Aldea del Mucuri, con el nombre de Son José de Porto Alegre (1769), actual ciudad de Mucuri. Tres de estos municipios fueron suprimidos en las tres primeras décadas del siglo actual: Vila Verde, Trancoso y Barcelos. Con el cambio de la capital del país para lo Río de Janeiro, el Gobierno de Bahía ordenó en 1777 al Ouvidor de Puerto Seguro crear paradas de correo, vilas y poblaciones entre Salvador y Espíritu Santo, pero poca cosa se hizo. En el fin del siglo XVIII, la Povoação de Amparo, al margen del río Una, fue llevada la vila con el nombre de Valença (1799), siendo su territorio desglosado de Cairu.
De nada valió la protesta de Silva Lisboa, juez conservador de las matas, en 1779, contra la devastación de la Mata Atlântica. Aún en el inicio del siglo XIX el inglés Thomas Lindley sería prendido en Puerto Seguro por contrabando de palo-brasil, cuyo comercio fue monopolio del Estado hasta 1859.
En la Bahía de Tinharé, cesados los ataques indígenas, los colonos refugiados en la Isla de Boipeba volvieron al continente. En 1811, Boipeba llegó la tal ruina que perdió su condición de vila para el poblado de Jequié, en tierra firme, que recibió el nombre de Vila Nueva de Boipeba, hoy Nilo Peçanha. Por su parte, Vila de Nueva Boipeba perdía, en 1847, el foro de vila para Taperoá, una población surgida en hago a una capilla jesuítica que, en 1637, pertenecía a la Clientela de Cairu. Nueva Boipeba fue restaurada, en 1873, con territorio desglosado de Taperoá. Todos los demás municipios del litoral sur fueron creados el siglo XX.

## Conjuración Bahíana

Bandera de la Conjuração Baiana. Los colores de la bandera del movimiento (azul, blanca y roja) son hasta hoy los colores de Bahía.

El año de 1798 testificó la Conjuração Baiana, que proponía la formación de la República Bahiense - movimiento poco difundido, pero con represión superior a aquella de la Inconfidência Minera: sus líderes eran negros instruidos (los alfaiates João de Dios Nacimiento, Manuel Faustino de Santos Lira y los soldados Lucas Dantas de Amorim Torres y Luís Gonzaga de las Virgens) asociados a una élite liberal (Cipriano Barata, Moniz Barreto, Aguilar Pantoja, miembros de la Casa de la Torre y otros aristócratas), pero solo los populares fueron ejecutados, más precisamente en el Ancho de la Piedad a 8 de noviembre de 1799.

## Independencia

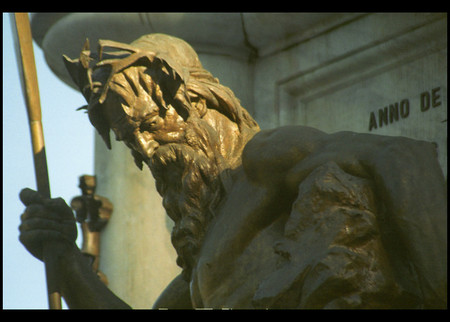
Salvador, detalle del "monumento al 2 de julio" en la plaza del Campo Grande.

Las luchas por la emancipación tuvieron inicio aún en 1821, en conflictos que fueron de los pequeños motines al enfrentamiento entre las tropas portuguesas y los "brasileños" - bien antes que D. Pedro I proclamara la Independencia de Brasil. Y, cuando esta ocurre, ya en Bahía estaba formado un gobierno provisional, en Vila de Cascada, bajo el mando del santo-amarense Miguel Calmon du Pin y Almeida, conocido como "Marquês de Abrantes". Las batallas sangrientas contra las tropas lusitanas acogidas en Salvador fueron diversas, contando los baianos entonces con el apoyo del pueblo de toda la Provincia en batallones que contaban con la participación de voluntarios como Maria Quitéria y Major Silva Castro y muchos otros, reverenciados como héroes en el Estado.
En un primer momento el Emperador no manifestó su apoyo a las luchas, pero finalmente envió refuerzos a Bahía - que de otro modo habría permanecido colonia portuguesa. A 2 de julio de 1823, finalmente, los brasileños entran victoriosos en la capital, sellando de modo definitivo la independencia de Bahía de Portugal, haciéndose parte de la nueva nación brasileña.

## Brasil República
Con la República ocurrieron otros incidentes políticos importantes, como la Guerra de Canudos y el bombardeo de Salvador, en 1912.

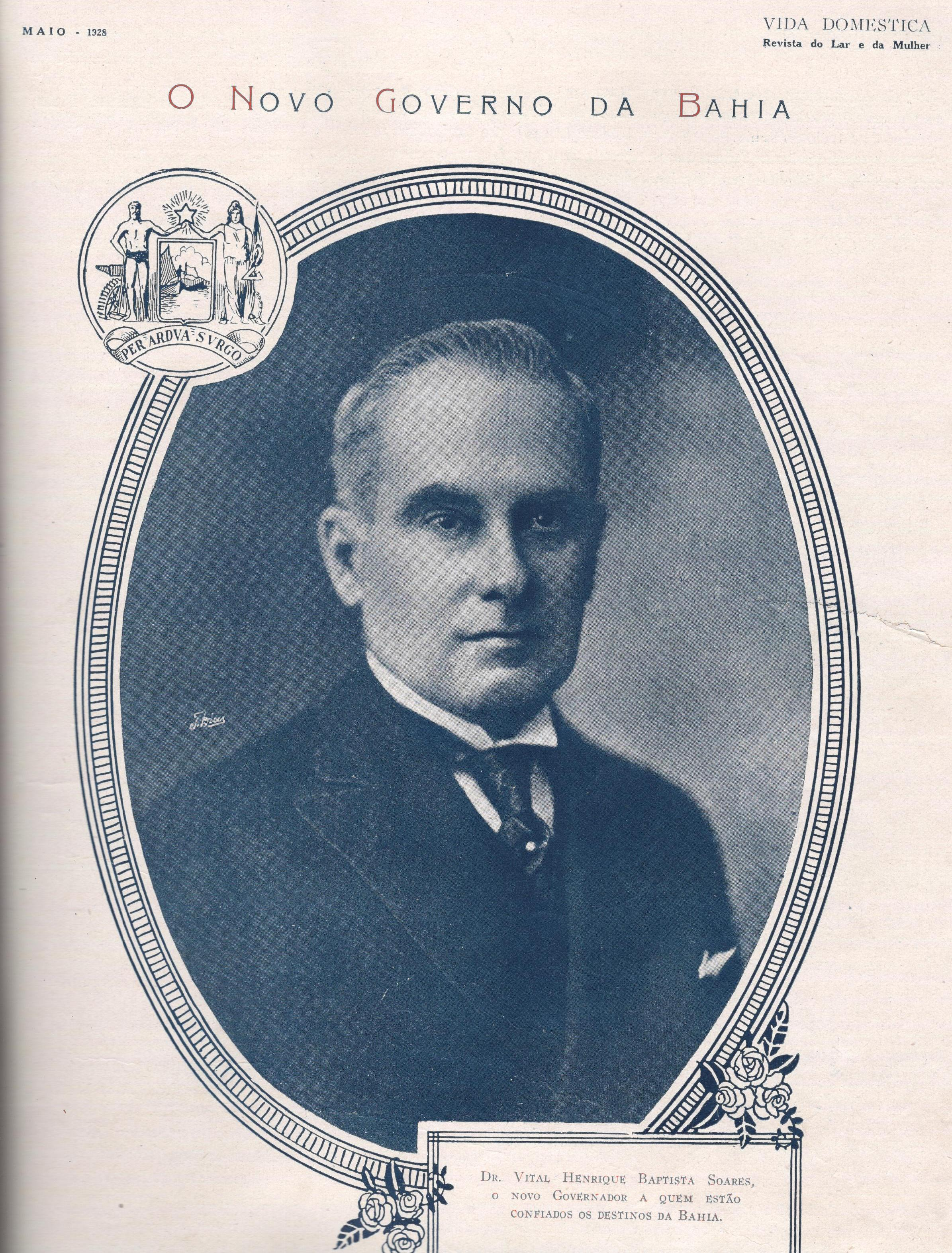
Vital Suenes, el último Gobernador de Bahía durante el periodo de la República Vieja.

A Bahía contribuyó activamente para la historia brasileña, y muchos exponentes baianos constituyen nombres de proa en la política, cultura y ciencia del país.